# Philodryas baroni
Philodryas baroni är en ormart som beskrevs av Berg 1895. Philodryas baroni ingår i släktet Philodryas och familjen snokar. Inga underarter finns listade i Catalogue of Life.
Denna orm förekommer i södra Bolivia, västra Paraguay och norra Argentina. Arten vistas i savannlandskapet Gran Chaco. Den har ödlor, småfåglar och små däggdjur som föda. Honor lägger ägg.
Beståndet hotas regionalt av landskapsförändringar. Flera exemplar fångas och hölls som terrariedjur. Hela populationen antas vara stor. IUCN listar arten som livskraftig (LC).